# Kenneth Morley Loch
Sir Kenneth Morley Loch, britanski general, * 1890, † 1961.